# Acordurile Tito-Šubašić
Acordurile Tito-Šubašić (în sârbocroată Sporazumi Tito-Šubašić / Споразуми Тито-Шубашић) au reprezentat o serie de negocieri care s-au purtat între Iosip Broz Tito, în calitate de lider al partizanilor iugoslavi și Ivan Šubašić, care a deținut funcția de prim-ministru al guvernului iugoslav în exil în a doua parte a anului 1944 și începutul anului 1945. Acordurile au avut ca scop înființarea unei colații guvernamentale în Iugoslavia postbelică din care să facă parte reprezentanți ai Comitetului Național de Eliberare a Iugoslaviei și cei ai guvernului iugoslav în exil.
Negocierile și acordurile care s-au concretizat au fost sprijinite de aliații celui de-Al Doilea Război Mondial, mai ales de către Marea Britanie. Englezii au interpretat această ocazie ca să influențeze formarea unui regim iugoslav postbelic, cu scopul de a nu-i permite lui Tito și a Partidului Comunist din Iugoslavia, care au condus rezistența partizanilor în timpul ocupației Puterilor Axei, de a acapara puterea. Tito pe de altă parte a văzut-o ca pe o șansă de a obține recunoaștere diplomatică la nivel internațional o dată cu venirea sa la conducerea țării.
Acordul de la Vis (în sârbocroată Viški sporazum / Вишки споразум) a reprezentat prima etapă a acestui proces; a fost semnat pe insula Vis în iunie 1944. Principalul acord al seriilor a fost parafat la 1 noiembrie 1944 la Belgrad, dar implementarea lui a fost întârziată deoarece trebuia mai întâi rezolvată dispută între Tito, Šubašić și Petru al II-lea al Iugoslaviei cu privire la numirea unui consiliu de regență. Procesul s-a încheiat la 7 martie 1945 cu înființarea guvernului provizoriu al Iugoslaviei Federale Democrate. Tito a devenit astfel prim-ministru al Iugoslaviei. Procesul s-a încheiat la 7 martie 1945 odată cu înființarea guvernului provizoriu al Federației Democrate a Iugoslaviei. Tito a devenit astfel prim-ministru al Iugoslaviei.